# Crystal Lake (Polk County, Florida)
Crystal Lake is een plaats (census-designated place) in de Amerikaanse staat Florida, en valt bestuurlijk gezien onder Polk County.

## Demografie
Bij de volkstelling in 2000 werd het aantal inwoners vastgesteld op 5341.

## Geografie
Volgens het United States Census Bureau beslaat de plaats een oppervlakte van
7,3 km², waarvan 7,0 km² land en 0,3 km² water.

## Plaatsen in de nabije omgeving
De onderstaande figuur toont nabijgelegen plaatsen in een straal van 12 km rond Crystal Lake.